# إليزابيث كيمب
إليزابيث كيمب (بالإنجليزية: Elizabeth Kemp) هي ممثلة أمريكية، ولدت في 5 نوفمبر 1958 في الولايات المتحدة، وتوفيت في 2 سبتمبر 2017 بنيويورك في الولايات المتحدة بسبب سرطان.

## أعمال

### مسلسلات
- قانون ونظام[7]

## وصلات خارجية
- إليزابيث كيمب على موقع IMDb (الإنجليزية)
- إليزابيث كيمب على موقع ألو سيني (الفرنسية)
- إليزابيث كيمب على موقع أول موفي (الإنجليزية)
- إليزابيث كيمب على موقع قاعدة بيانات برودواي على الإنترنت (الإنجليزية)
- إليزابيث كيمب على موقع قاعدة بيانات الأفلام السويدية (السويدية)
- إليزابيث كيمب على موقع قاعدة بيانات الفيلم (الإنجليزية)
- إليزابيث كيمب على موقع كينوبويسك (الروسية)